# Dongnae, Busan
Dongnae (Đông Lai) là một gu (quận) ở phía nam Busan, Hàn Quốc. Quận này có dân số khoảng 300.000 người, diện tích 16,7 km2. Quận này đã từng là một thành phố riêng, cảng chính của phía nam Triều Tiên. Heosimcheong, suối nước nóng lớn nhất châu Á, nằm ở Oncheon-dong.

## Các đơn vị hành chính
Dongnae được chia thành 7 dong, bao gồm 14 dong hành chính:
- Allak-dong (2 dong hành chính)
- Boksan-dong
- Myeongjang-dong (2 dong hành chính)
- Myeongnyun-dong (2 dong hành chính)
- Oncheon-dong (3 dong hành chính)
- Sajik-dong (3 dong hành chính)
- Sumin-dong

## Thành phố kết nghĩa
- Hồng Khẩu, Thượng Hải, Trung Quốc
- Thành phố Thái Nguyên, Việt Nam